# 海報師：阮大勇的插畫藝術
《海報師：阮大勇的插畫藝術》（英語：The Posterist）是一部於2016年8月至2017年5月上映的香港紀錄片，由許思維導演，是首部關於香港藝術家阮大勇的真實紀錄電影，涵蓋阮氏生平事跡、作品、藝術成就及其對華語電影文化的影響和貢獻。 

## 內容
阮大勇1941年出生於浙江省，1950年代隨父移居香港，1976年憑手繪「半斤八兩」電影海報成名，其後創作海報超過200套。代表作包括：李小龍、許氏兄弟、麥嘉、周星馳、成龍、洪金寶的功夫喜劇電影系列。阮氏筆下巨星雲集，元素多變，糅合中國國畫和西方視覺美學，擅長捕捉電影的神髓，莊諧並重，無論在畫功、構圖、配色、字體等領域皆有破格創新，奠定了香港商業電影海報的基本風格。 2017年4月，阮大勇獲得第36屆香港電影金像獎「專業精神獎」。
導演以自己2015年尋訪阮大勇的經歷為主軸，從鍾鎮濤、祁文傑、馬榮成等嘉賓口中追溯阮氏的歷史和足跡，帶觀眾進入「染墨齋」，聽阮氏講解經典海報背後的故事，一覽從未曝光的手稿，探討海報藝術的今昔，並實拍阮大勇和許冠文兩位大師相隔40年的重遇和感恩。

## 嘉賓出場序
- 鍾鎮濤（著名演員、歌手）
- 祁文傑（漫畫監製）
- 張同祖（導演）
- 張煒（海報設計師）
- 馬榮成（漫畫家）
- 林祥焜（漫畫家）
- 林家樂（海報收藏家）
- 黃耀強（李小龍會會長）
- 莊澄（電影監製、編劇）
- 鄧達軒（美術主筆）
- 許懷欣（音樂人）
- 許冠文（喜劇演員）
- 梁曉文（漫畫家）

## 榮譽
《海報師：阮大勇的插畫藝術》於2017年入選第41屆香港國際電影節（HKIFF）、第5屆新加坡華語電影節（SCFF）、第21屆多倫多亞洲電影節 （Toronto Reel Asian Film Festival）、第14屆西班牙巴塞諾拿維克電影節（Festival Nits de cinema oriental de Vic）並奪得「評審團大獎」(Premi del Jurat)。 

## 放映
2017年8月，入選香港政府駐北京辦公室和百老匯電影中心主辦，第6屆「香港主題電影節」，並且開始於中國北京、濟南、成都、佛山、廣州、上海、深圳、杭州、武漢等16個城市巡映。 同時亦於多間大專院校的電影系、美術系展開巡映和講座，包括香港城市大學、浸會大學、中文大學等。
2017年12月在上海電影博物館舉行「匠心繪影-香江海報風華」特別放映。

### 放映地點一覽
| 日期                | 國家/城市 | 放映地點/電影節                                                                          |
| 2016.07.21          | 香港      | 香港電影資料館 （試映分享會）                                                            |
| 2016.08.15          | 香港      | PMQ 元創方 香港首映（MovieMovie 盛夏藝術祭 Life is Art）                                 |
| 2016.08 - 2016.09   | 香港      | 百老匯電影中心、Palace IFC、Broadway TheOne （盛夏藝術祭）                               |
| 2016.09.24          | 香港      | 中環海濱（賽馬會藝術中心舉辦 ifva 影像嘉年華）                                           |
| 2016.10.08          | 香港      | 西九龍苗圃公園 （Freespace Happenning 自由約）                                           |
| 2016.11.19 - 24，29 | 香港      | 百老匯電影中心 （加長版）、橙天嘉禾 The Sky 奧海城 （加長版）                            |
| 2017.03.13 - 15     | 香港      | 香港會議展覽中心 （香港國際影視展）、UA CineTimes 時代廣場                               |
| 2017.04.08 - 05.30  | 香港      | 百老匯電影中心及香港太古城中心 MovieMovie 戲院活動                                       |
| 2017.04.18          | 香港      | 第41屆香港國際電影節 - HKIFF 香港藝術中心                                                |
| 2017.05.06          | 新加坡    | 第5屆新加坡華語電影節 SCFF 新加坡國家博物館                                              |
| 2017.07.22          | 西班牙    | 第14屆西班牙巴塞隆拿維克亞洲電影節 （Festival Nits de cinema oriental de Vic）評審團大獎 |
| 2017.08.02 - 12.31  | 中國      | 第6屆香港主題電影節 - 北京、濟南、成都、佛山、廣州、深圳等中國城市）                     |
| 2017.11.11          | 加拿大    | 第21屆多倫多亞洲電影節 TIFF Bell Lightbox Cinema                                         |
| 2017.12.12          | 中國      | 第15屆廣州國際紀錄片節 (Guangzhou International Documentary Film Festival)               |
| 2017.12.16          | 中國      | 上海電影博物館 （匠心繪影-香江海報風華特別放映）                                         |
| 2018.02.03          | 香港      | 香港電影資料館 （海報之魅放映及座談會）                                                  |
| 2018.05.25          | 澳門      | 澳門藝術節                                                                               |
| 2018.05.27          | 台北      | 台北政大中文影展                                                                         |

## 分級
| 國家/地區 | 分級 |
| 香港      | I級  |

## 資料來源
1. ↑  . 2017-04-09  [2017-08-13]. （原始内容存档于2017-08-13）.
2. ↑  . 2017-04-20.
3. ↑  . 2017-05-06  [2017-08-13]. （原始内容存档于2017-08-13）.
4. ↑  . 2017-07-24  [2017-08-13]. （原始内容存档于2017-08-13）.
5. ↑  . 2017-07-31  [2017-08-13]. （原始内容存档于2017-08-13）.